# Helfenberg
Die Gemeinde Helfenberg liegt im Bezirk Rohrbach im oberen Mühlviertel in Oberösterreich mit 1552 Einwohnern (Stand 1. Jänner 2025). Die Gemeinde liegt im Gerichtsbezirk Rohrbach.

## Geografie
Helfenberg liegt auf einer Höhe von 567 m ü. A. im oberen Mühlviertel nahe der tschechischen Grenze. Der tiefste und zugleich auch westlichste Punkt des Gemeindegebietes befindet sich mit 536 m ü. A. genau im Grenzpunkt der Gemeinden Helfenberg, St. Peter am Wimberg und St. Stefan-Afiesl. Der höchste Punkt befindet sich mit 953 m ü. A. im Süden auf dem Schallenberg. Bezogen auf die naturschutzfachliche Raumgliederung gehört der Großteil des Gemeindegebietes zu den Südlichen Böhmerwaldausläufern sowie der Südosten des Gemeindegebietes zum Zentralmühlviertler Hochland. Die Ausdehnung beträgt von Nord nach Süd 8,3 km, von West nach Ost 7,1 km. Die Gesamtfläche beträgt 24,67 km². Daraus ergibt sich eine Bevölkerungsdichte von 63 Einwohner pro km². Helfenberg ist flächenmäßig die zwölftgrößte Gemeinde im Bezirk Rohrbach.
2001 war das alte Gemeindegebiet zu 36,1 % mit Wald bedeckt, 54,6 % der Fläche wurde landwirtschaftlich genutzt. Im Vergleich mit dem Bundesland Oberösterreich war Helfenberg damit etwas weniger bewaldet als der Landesschnitt (Oberösterreich: 38,3 %) bzw. stand etwas mehr landwirtschaftliche Nutzfläche zur Verfügung (OÖ: 49,3 %). Der Anteil sonstiger Nutzungen (Bauflächen, Gärten, Gewässer und anderes) war mit rund 9,3 % leicht hinter dem oberösterreichischen Durchschnitt von 13,8 %.

### Geologie und Böden
Die Landschaft des Gemeindegebietes ist ein Teil der Böhmischen Masse und gehört zum südöstlichen Teil des Granithochlandes. Die Landschaft fällt dabei von Norden nach Süden vom Böhmerwald bis zur Donau hin ab und ist durch tiefeingeschnittene Bäche geprägt. Die Böhmische Masse geht dabei auf ein sehr altes Gebirge zurück, das durch die Variszische Gebirgsbildung im Paläozoikum (Karbon) entstand, wobei es zur Bildung von Graniten und Gneisen kam. Nach der starken Erodierung des ehemaligen Hochgebirges kam es während der Alpidischen Gebirgsbildung im Tertiär zur Anhebung der Böhmischen Masse um mehrere 100 Meter, wodurch Brüche und Störungen entstanden. In weiterer Folge kam es im Tertiär und Quartär zur Ablagerung von Sedimenten. Als Bodenform herrschen Silikatbraunerden (saure Braun- und Bleicherdeböden) vor, die sich über mehr oder weniger starken Lehmdecken befinden. Die Böden weisen hierbei mit zunehmender Höhe eine zunehmende Podsolierung auf und erfahren bei Staunässe eine Umwandlung zu Gley, Anmoor oder Moor. Bei stärkerer Bodenabtragung kommt Fels bzw. Flinz, eine lehmig-grusige Verwitterungsschicht zu Tage.

### Landschaft und Vegetation
Das Gemeindegebiet von Helfenberg ist von einer sanft kuppierten Hügellandschaft mit verschiedenen Hangneigungen und Expositionen geprägt. Zudem bestehen im Bereich der Flüsse und Bäche Taleinschnitte. Die Waldgebiete der Gemeinde werden von Fichten sowie artenarmem, säureliebendem Unterwuchs dominiert. Diese südlichsten Ausläufer des Böhmerwaldes sind nach Süden zusehends aufgelockert und werden von zunehmend größeren landwirtschaftlichen Nutzflächen durchdrungen. Reine Laubwaldbestände spielen kaum eine Rolle, vielmehr ist der Laubholzanteil meist auf Waldränder beschränkt, wobei Buchen dominieren, aber auch Stieleiche und an feuchteren Standorten Eschen, Schwarzerlen und Bergahorne vorkommen. Der Schwerpunkt in der landwirtschaftlichen Nutzung liegt in der intensiven Grünlandwirtschaft, während Ackerbau nur noch vereinzelt vorkommt. Extensives Magergrünland besteht meist nur an Waldrändern und Wegböschungen. Strukturelemente sind reichlich vorhanden, wobei neben Streuobstwiesen und Ostbaumreihen vor allem Hecken im Bereich ehemaliger (Lese-)Steinmauern vorkommen.

### Gewässer
Hauptgewässer der Gemeinde ist die Steinerne Mühl die auch die meisten Fließgewässer des Gemeindegebietes aufnimmt. Sie verläuft zunächst an der nördlichen Gemeindegrenze, durchfließt danach den Hauptort Helfenberg und bildet danach über weite Strecken die südwestliche Gemeindegrenze. Der Pummermüllerbach bildet in seinem unteren Lauf einen zusätzlichen Teil der südwestlichen Gemeindegrenze, bevor er in die Steinerne Mühl mündet. Im Westen des Gemeindegebietes bestehen mit dem Holzmühlbach und seinem Zubringer, dem Rossdoppelbach zwei weitere Bäche. Im östlichen Gemeindegebiet fließt der Altenschläger Bach. Abgesehen von der Steinernen Mühl handelt es sich bei den Bächen überwiegend um kleinere Wald- bzw. Wiesenbäche, welche abgesehen von einigen lokalen Verrohrungen oder Verbauungen großteils naturnah sind. Auch die Steinerne Mühl weist lediglich im Ortsbereich von Helfenberg starke anthropogene Eingriffe auf. Die Fließgewässer im Gemeindegebiet weisen überwiegend begleitende Ufergehölze mit naturnahem Aufbau auf, die teils durchgehend und beidufrig sind. Die stehenden Gewässer sind hingegen Teiche unterschiedlicher Größe und Ausbildung mit naturnahem bis naturfernem Charakter.

### Gemeindegliederung
Das Gemeindegebiet gliedert sich seit 2019 in 20 Ortschaften (in Klammern Einwohnerzahl Stand 1. Jänner 2025):
- Ahorn (123)
- Altenschlag (97)
- Auhäuser (40)
- Dobring (56)
- Helfenberg (476)
- Kleintraberg (8)
- Lichtmeßberg (2)
- Mühlholz (0)
- Neuling (105)
- Neuschlag (21)
- Oberbrunnwald (0)
- Obertraberg (60)
- Penning (8)
- Piberstein (148)
- Preßleithen (27)
- Schallenberg (7)
- Spanfeld (109)
- Thurnerschlag (110)
- Untereben (13)
- Waldhäuser (142)

Die Gemeinde umfasst drei Katastralgemeinden (Fläche Stand 31. Dezember 2023):
- Ahorn (1.302,99 ha)
- Helfenberg (929,69 ha)
- Spanfeld (233,91 ha)

### Nachbargemeinden
Nachbargemeinden sind Vorderweißenbach im Nordosten (Bezirk Urfahr-Umgebung), Oberneukirchen im Südosten (Bezirk Urfahr-Umgebung), St. Veit im Mühlkreis im Süden, St. Johann am Wimberg im Südwesten, St. Peter am Wimberg im Westen und St. Stefan-Afiesl im Norden.
|                       | St. Stefan-Afiesl                           | Vorderweißenbach |
| St. Peter am Wimberg  | Kompassrose, die auf Nachbargemeinden zeigt |                  |
| St. Johann am Wimberg | St. Veit im Mühlkreis                       | Oberneukirchen   |

## Geschichte

### Ortsgeschichte
Am Anfang des 13. Jahrhunderts wurde der Ort erstmals urkundlich erwähnt. In dieser Zeit wurden sowohl das Schloss Helfenberg als auch die Burg Piberstein erbaut.
Ursprünglich im Ostteil des Herzogtums Bayern liegend, gehörte der Ort seit dem 12. Jahrhundert zum Herzogtum Österreich. Seit 1490 wird er dem Fürstentum Österreich ob der Enns zugerechnet.
Von jeher war Helfenberg als Ort der Textilerzeugung und Weberei bekannt. Im Zuge der Industrialisierung errichteten die Gebrüder Simonetta aus Mailand 1843 eine Leinenweberfabrik, die zu Hochzeiten 1200 Personen beschäftigte.
Während der Napoleonischen Kriege war der Ort mehrfach besetzt. Seit 1918 gehört der Ort zum Bundesland Oberösterreich.
Nach dem Anschluss Österreichs an das Deutsche Reich am 13. März 1938 gehörte der Ort zum Gau Oberdonau. Nach 1945 erfolgte die Wiederherstellung Oberösterreichs.
Nachdem schon im Oktober 2018 die Ortschaft Waldhäuser der damals noch bestehenden Gemeinde Afiesl eingemeindet wurde, erhielt die Gemeinde 2019 das Gebiet der dabei aufgelösten Gemeinde Ahorn zugeschlagen.

### Bevölkerung

#### Bevölkerungsstruktur
2013 lebten in der alten Gemeinde Helfenberg 955 Menschen, womit Helfenberg im unteren Mittelfeld der 42 Gemeinden des Bezirks lag. Ende 2001 waren 96,8 % der Bevölkerung österreichische Staatsbürger (Oberösterreich 92,8 %, Bezirk Rohrbach 96,9 %), bis zum Jahresbeginn 2013 sank der Wert leicht auf 95,6 % (OÖ 91,1 %, Bezirk Rohrbach 96,9 %).
Insgesamt wurden 2013 in der alten Gemeinde 42 Ausländer gezählt, die zu 98 % aus Europa stammten. Der Anteil der EU-Ausländer war dabei mit 31 % vergleichsweise gering, vielmehr kam mehr als die Hälfte der Ausländer aus der Türkei. Insgesamt lebten 2013 in Helfenberg 57 Menschen mit einem ausländischen Geburtsland, davon waren 49 % in der Türkei geboren. Zur römisch-katholischen Kirche bekannten sich 2001 96,3 % der Einwohner (OÖ: 88,6 %), 1,4 % waren ohne Bekenntnis, 1,9 % islamischen Glaubens und 0,3 % evangelisch.

Der Altersdurchschnitt der Gemeindebevölkerung lag 2001 weitgehend im Landesdurchschnitt. 19,8 % der Einwohner von Helfenberg waren jünger als 15 Jahre (Oberösterreich: 18,8 %), 57,5 % zwischen 15 und 59 Jahre alt (OÖ: 61,6 %). Der Anteil der Einwohner über 59 Jahre lag mit 22,7 % knapp über dem Landesdurchschnitt von 20,2 %. Der Altersdurchschnitt der Bevölkerung von Helfenberg veränderte sich in der Folge vor allem in den ersten zwei Segmenten. Der Anteil der unter 15-Jährigen sank per 1. Jänner 2013 massiv auf 12,8 %, während sich der Anteil der Menschen zwischen 15 und 59 Jahren auf 64,6 % deutlich erhöhte. Der Anteil der über 59-Jährigen stagnierte bei 22,6 %. Nach dem Familienstand waren 2001 47,2 % der Einwohner von Helfenberg ledig, 45,3 % verheiratet, 6,4 % verwitwet und 1,1 % geschieden.
- Diagrammdaten:
- Definition |
- Hilfe

#### Bevölkerungsentwicklung der Gemeinde
Die Bevölkerung der Altgemeinde Helfenberg schrumpfte zwischen 1869 und 2013 um 25 %. Lebten 1869 noch 1.270 Menschen in der Gemeinde (Gebietsstand 2018), so waren es 2013 nur noch 955. Zunächst sank die Einwohnerzahl vom bisher verzeichneten Höchststand im Jahr 1869 bis 1923 nahezu kontinuierlich auf rund 1000 Einwohner ab, wobei der Bevölkerungsverlust in diesem halben Jahrhundert rund 20 % betrug. Danach erholte sich der Bevölkerungsstand wieder und schwankte in der Folge bis 1971 zwischen 1.100 und 1.200 Einwohnern. In den 1970er Jahren setzte jedoch schließlich ein Schrumpfungsprozess ein, der bis zuletzt anhielt. Grund für die Bevölkerungsverluste seit den 1970er Jahren ist vor allem die hohe Abwanderung. So verlor die Gemeinde in der Zeit seit 1971 rund 100 Einwohner pro Jahrzehnt durch Abwanderung. Der Geburtenüberschuss konnte die Bevölkerungsverluste nur bremsen, da er teilweise nur halb so hoch ausfiel wie das Wanderungsminus. Seit dem Jahrtausendwechsel beschleunigte sich der Bevölkerungsverlust, da die Abwanderung ungemindert hoch blieb und die Geburtenbilanz nur mehr knapp positiv ausfiel.

## Kultur und Sehenswürdigkeiten

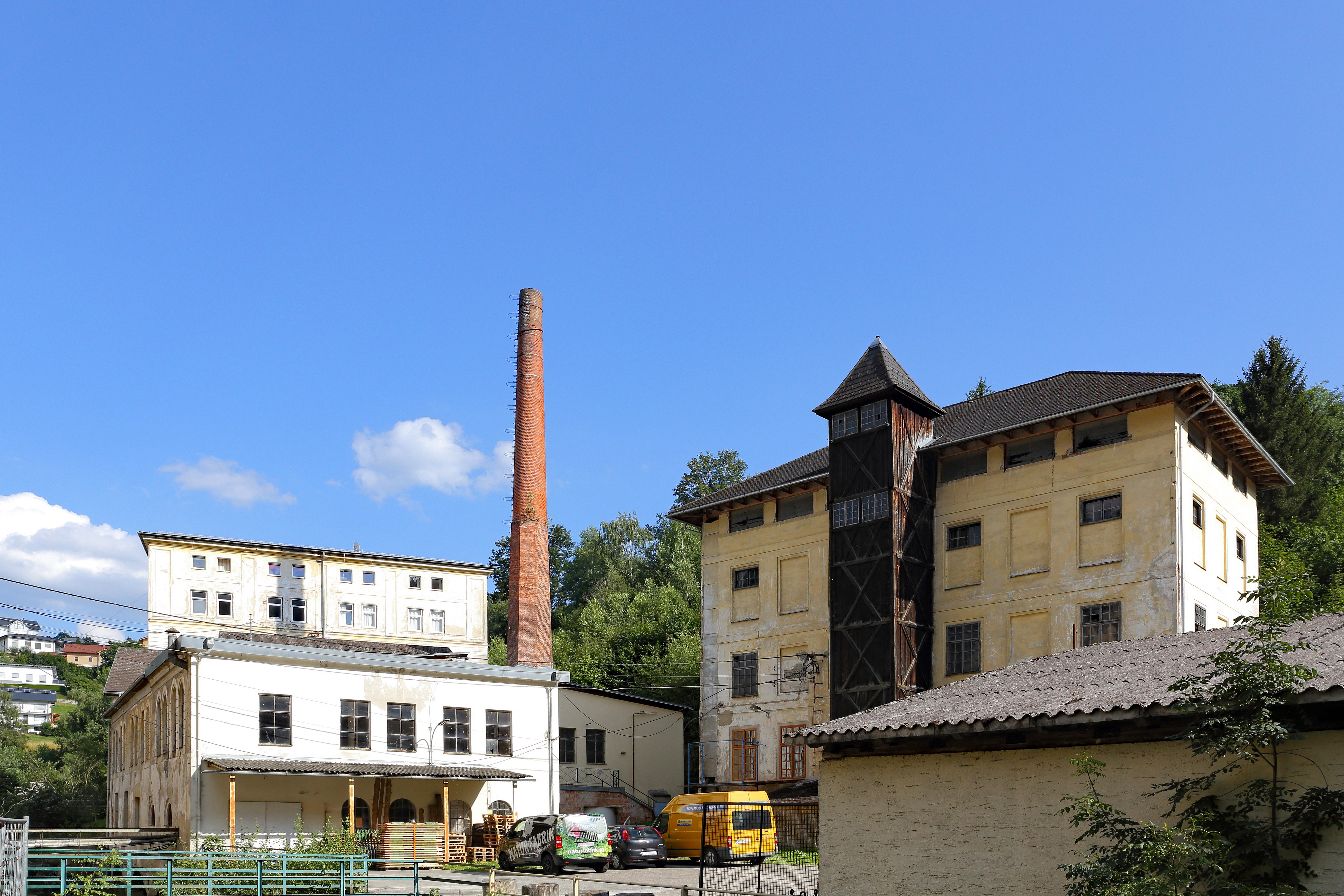
Ehemalige Textilfabrik Helfenberg

- Katholische Pfarrkirche Helfenberg hl. Erhard: Die barocke Kirche wurde um 1712 von J. M. Prunner erbaut, in ihr finden sich noch gotische Reste: Sehenswert sind mehrere Skulpturen von Philipp Rambler (1714), weiters zwei Reliefgrabsteine und eine Glocke mit Madonnenrelief im Strahlenkranz von 1500.
- Das Ortsbild wird maßgeblich beeinflusst von einer 1840 errichteten Textilfabrik.
- Auf dem Ortsplatz befindet sich der Jahrhundertwebstuhl, der seit 2000 vollautomatisch über 100 Jahre einen Teppich fertigt, zum Zeugnis der alten Handwerkskunst.
- Das Schloss Helfenberg wurde 1224 erstmals erwähnt und Anfang des 17. Jahrhunderts von Christian von Ödt neu erbaut. Ehemals Sitz der Gerichtsbarkeit, ist es seit 1893 im Besitz der Grafenfamilie Revertera und thront im Norden über Helfenberg.
- Die Waldkreuzkapelle Maria Rast stammt von etwa 1700. Um ihre Entstehung ranken sich viele Legenden und Mythen. Schalensteine, Steinkreise aus der Vorzeit und der Sage nach heilendes Wasser ziehen jedes Jahr unzählige Pilger an.[11]
- Zwischen Ahorn und Helfenberg befindet sich die Burg Piberstein, Ende 13. Jahrhundert vom Geschlecht der Piber errichtet. Sie war Schutz von Salz- und Bernsteinhändlern auf dem Weg zwischen dem Salzkammergut und der Ostsee. Im 15. Jahrhundert von den Hussiten belagert, gelangte sie für lange Zeit in den Besitz der Schallenberger. Heute ist sie ein beliebter Veranstaltungsort.

## Wirtschaft und Infrastruktur
Im Mittelalter legte Flachsanbau neben der Landwirtschaft und Holznutzung den Grundstein zu einer Entwicklung des Ortes als Leinenweberort. Seit dem 19. Jahrhundert prägt die Textilindustrie maßgeblich das Ortsbild. In mehreren Fabriken hat man sich auf Erzeugnisse wie Leinen, Hosen oder Handtücher spezialisiert. Weitere Betriebe befassen sich mit dem Holzstiegenbau. Ein privates E-Werk, welches nach der Eingemeindung der Ortschaft Waldhäuser nunmehr im Gemeindegebiet von Helfenberg liegt, deckt rund 70 % des Strombedarfs von Helfenberg.

### Arbeitsstätten und Beschäftigte
Die Altgemeinde beherbergte 2001 einen Betrieb mit 20 oder mehr Beschäftigten. Insgesamt ergab die im Rahmen der Volkszählung durchgeführte Arbeitsstättenzählung 42 Arbeitsstätten mit 271 Beschäftigten (ohne Landwirtschaft), wobei 76 % unselbständig Beschäftigte waren. Die Anzahl der Arbeitsstätten war dabei gegenüber dem Jahr 1991 praktisch gleich geblieben (+2 %), die Anzahl der Beschäftigten hingegen um 42 Personen (−13 %) gesunken.
Wichtigster Wirtschaftszweig war 2001 der Bereich der Sachgütererzeugung mit zehn Betrieben und 102 Beschäftigten (38 % aller Beschäftigten) vor dem Unterrichtswesen mit drei Arbeitsstätten mit 43 Beschäftigten (16 %) und dem Handel mit acht Arbeitsstätten und 28 Beschäftigten (10 %). 45 % der in Helfenberg Beschäftigten waren Angestellte oder Beamte, 36 % Arbeiter und 12 % Betriebsinhaber.
Von den in Helfenberg 2010 lebenden 498 Erwerbspersonen waren 3,4 % arbeitslos. Von den 481 Erwerbstätigen waren 87 in der Sachgütererzeugung (23 %), 59 im Handel (12 %) und 45 im Gesundheits- und Sozialwesen (9 %) beschäftigt. Weitere wichtige Branchen waren die Öffentliche Verwaltung mit 9 %, das Erziehungs- und Unterrichtswesen mit 8 % und die Land- und Forstwirtschaft mit 6 %. Von den 470 Erwerbstätigen aus Helfenberg (ohne temporär von der Arbeit abwesende Personen erwerbstätigen Einwohnern) gingen 2010 nur 135 Personen in Helfenberg ihrer Beschäftigung nach. 335 bzw. 71 % mussten zur Arbeit auspendeln. Von den Auspendlern hatten 44 % ihre Arbeitsstätte in der Landeshauptstadt Linz, 23 im Bezirk Rohrbach und 15 % im Bezirk Urfahr-Umgebung. Wichtigste Auspendlergemeinde neben Linz war die Bezirkshauptstadt Rohrbach. Im Gegenzug pendelten 151 Menschen nach Helfenberg ein, wobei 70 % aus dem Bezirk Rohrbach stammten.

### Tourismus
In den letzten Jahren wurde vor allem im Tourismusbereich viele neue Angebote geschaffen. Besonders bekannt wurde der Ort durch ein vielseitiges und gut ausgebautes Netz an Wanderwegen.

### Feuerwehr
In der Gemeinde Helfenberg sind drei Freiwillige Feuerwehren (eine kam 2019 bei der Fusion mit der Gemeinde Ahorn dazu) tätig:
- FF Ahorn[12] (früher Gem. Ahorn)
- FF Altenschlag[13]
- FF Helfenberg[14]

### Bildung
Helfenberg verfügt im Pflichtschulbereich über eine Volksschule und eine Mittelschule und für die frühkindliche Bildung über einen Kindergarten.
- Diagrammdaten:
- Definition |
- Hilfe

## Politik

### Gemeinderat
Der Gemeinderat als oberstes Gremium der Gemeinde umfasst 19 Sitze und wird alle sechs Jahre im Zuge oberösterreichweiter Gemeinderatswahlen gewählt. Der Gemeindevorstand setzt sich aus fünf Mitgliedern zusammen, wobei die Österreichische Volkspartei (ÖVP) nach der Gemeinderatswahl 2021 mit dem Bürgermeister, dem Vizebürgermeister und einem weiteren Mitglied sowie die übrigen Fraktionen mit je einem Mitglied im Gemeindevorstand vertreten sind.
Stärkste Fraktion im Gemeinderat von Helfenberg ist seit jeher die ÖVP, die in der Zeit ab 1973 immer die absolute Stimmen- und Mandatsmehrheit erreichte und weitgehend sogar über eine Zweidrittelmehrheit verfügte. Die ÖVP erreichte dabei in diesem Zeitraum zwischen 54,04 und 78,1 %, wobei sie ihr bestes Ergebnis seit 1973 bei der Wahl 1973 und ihr schlechtestes Ergebnis 2021 einfuhr. Zweitstärkste Partei im Gemeinderat von Helfenberg war bis vor der Fusion mit Ahorn immer die SPÖ, die seit 1973 Wahlergebnisse zwischen 21,9 % (1973) und 29,9 % (1985) erreichen konnte. Die Freiheitliche Partei Österreichs (FPÖ) trat bis zur Fusion mit Ahorn in der Zeit seit 1973 nur drei Mal bei der Wahl an und erreichte 1991 17,7 % bzw. 1997 11,2 %. Danach kandidierte die FPÖ erst wieder 2015, erreichte 17,83 % und verdrängte somit die SPÖ mit 17,10 % erstmals auf Platz 3, was sich auch 2021 bestätigte.
Bei der Gemeinderatswahl 2009 kam die ÖVP auf 73,6 % bzw. zehn Mandate, die SPÖ erreichte 26,34 % bzw. drei Mandate.
Bei der Gemeinderatswahl 2015 kam die ÖVP auf 65,07 % bzw. neun Mandate, die FPÖ erreicht 17,83 % bzw. zwei Mandate und die SPÖ erreichte 17,10 % bzw. zwei Mandate.
- Mit den Gemeinderats- und Bürgermeisterwahlen in Oberösterreich 1997 hatte der Gemeinderat folgende Verteilung: 12 ÖVP, 5 SPÖ und 2 FPÖ.[19]

- Mit den Gemeinderats- und Bürgermeisterwahlen in Oberösterreich 2003 hatte der Gemeinderat folgende Verteilung: 9 ÖVP und 4 SPÖ.[20]

- Mit den Gemeinderats- und Bürgermeisterwahlen in Oberösterreich 2009 hatte der Gemeinderat folgende Verteilung: 10 ÖVP und 3 SPÖ.[21]

- Mit den Gemeinderats- und Bürgermeisterwahlen in Oberösterreich 2015 hatte der Gemeinderat folgende Verteilung: 9 ÖVP, 2 FPÖ und 2 SPÖ.[22]

- Mit den Gemeinderats- und Bürgermeisterwahlen in Oberösterreich 2021 hat der Gemeinderat folgende Verteilung: 11 ÖVP, 4 FPÖ und 4 SPÖ.[23]

### Bürgermeister
Der Bürgermeister wird seit 1997 in einer Direktwahl bestimmt, wobei es bei keiner absoluten Mehrheit für einen Kandidaten zu einer Stichwahl kommt. Die erste Bürgermeisterdirektwahl konnte der ÖVP Kandidat mit 68,8 % gegen den Kandidaten der SPÖ für sich entscheiden. 2002 löste Stefan Hölzl (ÖVP) den bisherigen Bürgermeister Otto Kitzmüller ab. Er wurde 2003 mit 81,8 % im Amt bestätigt, 2009 wurde er mit 79,9 % und 2015 mit 79,2 % im Amt bestätigt und war bis Anfang 2019 im Amt.
Der ehemalige Ahorner Bürgermeister Josef Hintenberger erreichte bei der Bürgermeisterwahl 2019 in der Gemeinde Helfenberg 66,6 % Ja-Stimmen.
| Bürgermeister seit 1850 | Bürgermeister seit 1850 | Bürgermeister seit 1850 | Bürgermeister seit 1850 | Bürgermeister seit 1850 |
| Amtszeit ab             | Name                    |                         | Amtszeit ab             | Name                    |
| ----------------------- | ----------------------- | ----------------------- | ----------------------- | ----------------------- |
| 1850                    | Josef Kastner           | 1912                    | Franz Hauer             |                         |
| 1858                    | Franz Kneidinger        | 1919                    | Stefan Hofbauer         |                         |
| 1867                    | Johann Pockfuss         | 1924                    | Leopold Vieböck         |                         |
| 1870                    | Johann Kickingereder    | 1938                    | Franz Oberhamberger     |                         |
| 1873                    | Johann Pockfuss         | 1943                    | Josef Ruml              |                         |
| 1875                    | Johann Wolkerstorfer    | 1945                    | Matthias Hofer          |                         |
| 1876                    | Karl Anzinger           | 1946                    | Karl Grünzweil          |                         |
| 1878                    | Johann Kickingereder    | 1953                    | Heinrich Vieböck        |                         |
| 1882                    | Franz Kepplinger        | 1959                    | Johann Glaser           |                         |
| 1885                    | Johann Kickingereder    | 1961                    | Hubert Reich            |                         |
| 1888                    | Mathias Lindorfer       | 1979                    | Wilhelm Hofbauer        |                         |
| 1891                    | Franz Hauer             | 1991                    | Otto Kitzmüller         |                         |
| 1900                    | Franz Rechberger        | 2002                    | Stefan Hölzl            |                         |
| 1903                    | Franz Hauer             | 2019                    | Josef Hintenberger      |                         |
| 1909                    | Ignaz Kitzmüller        |                         |                         |                         |

### Sonstige Wahlen
Wie bei Gemeinderatswahlen dominiert die ÖVP auch bei Landtagswahlen in der Gemeinde, wenngleich die Dominanz der Volkspartei etwas zurückgegangen ist. Dennoch konnte die ÖVP im Zeitraum ab 1973 immer stimmenstärkste Partei werden, vor 1991 verfügte sie sogar über eine Zweidrittelmehrheit. Ihr bestes Ergebnis erreichte die ÖVP zwischen 1973 und 2009 im Jahr 1973 mit 76,4 %, seitdem verlor sie nahezu sukzessive an Stimmenanteilen, wobei sie 2015 mit 46,1 % ihr bisher niedrigstes Ergebnis einfuhr. Zweitstärkste Partei war bei Landtagswahlen immer die SPÖ, die Wahlergebnisse zwischen 11,6 und 27,6 % für sich verbuchen konnte. Ihr bestes Ergebnis hatte die SPÖ dabei 2003, ihr schlechtestes 2015. Drittstärkste Partei war bis 1997 die FPÖ, die im Zeitraum ab 1973 zwischen 1,1 und 12,9 % erzielte. 2003 wurde die FPÖ jedoch kurzfristig von den Grünen als drittstärkste Partei bei Landtagswahlen abgelöst, wobei die Grünen 7,9 % erreichten. Ihr bestes Ergebnis hatte die FPÖ jedoch 2015 wo sie sogar erstmals die SPÖ auf Platz 3 verdrängte.
Bei der Landtagswahl 2009 kam die ÖVP mit 60,8 % auf den ersten Platz, wobei dies jedoch das zweitschlechteste Ergebnis war. Die SPÖ kam nur noch auf 16,8 % und musste damit mehr als 10 % ihrer Stimmenanteile abgeben. Die FPÖ konnte die Grünen wieder überholen und kam auf 10,2 %, die Grünen erreichten mit 9,0 % ihr bisher bestes Ergebnis.
Bei der Landtagswahl 2015 kam die ÖVP mit 46,1 % auf den ersten Platz, wobei dies jedoch das schlechteste Ergebnis war. Die SPÖ kam nur noch auf 11,6 %, was ebenfalls das schlechteste Ergebnis seit 1973 war. Die FPÖ konnte diesmal sogar die SPÖ überholen, kam auf 28,4 % und erreichten somit ihr bestes Ergebnis seit 1973, die Grünen erreichten 8,9 % ihr bisher zweitbestes Ergebnis.

### Wappen

Wappen der Vorgängergemeinden und nach der Fusion
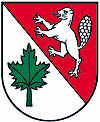
Ahorn vor der Fusion
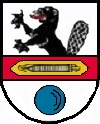
Helfenberg vor der Fusion
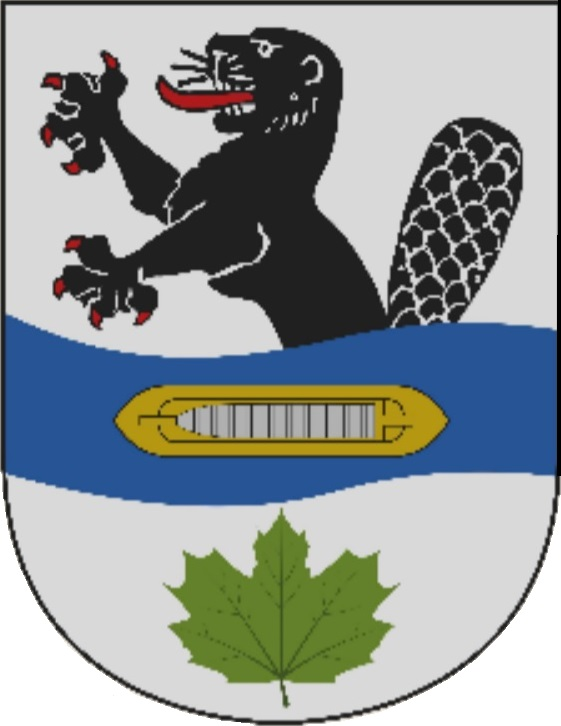
Helfenberg seit 28. Juni 2019

Durch die Gemeindefusion verloren die Gemeindewappen von Ahorn und Helfenberg ihre Gültigkeit. Das Wappen von Helfenberg hatte folgende Blasonierung (Wappenbeschreibung):
„In Silber ein roter Balken, darin ein goldenes Weberschiffchen mit aufgespultem, silbernem Faden; oben ein schwarzer, wachsender, rot bezungter und bewehrter Biber, unten eine blaue Kugel.“ Ein neues Gemeindewappen für die Fusionsgemeinde wurde durch die Kundmachung der Oö. Landesregierung vom 28. Juni 2019 wirksam.
Darin wurde mit dem grünen Ahornblatt ein Element des Ahorner Wappens integriert. Die neue Blasonierung lautet:
„In Silber ein blauer Wellenbalken, darauf ein goldenes Weberschiffchen mit aufgespultem silbernen Faden; oben ein wachsender, rot bezungter und rot bewehrter schwarzer Biber, unten ein grünes Ahornblatt.“
Die Gemeindefarben sind Rot-Weiß.

## Persönlichkeiten

### Söhne und Töchter des Orts
- Reinhold Mitterlehner (* 1955), Politiker der ÖVP, ehm. Vizekanzler und Bundesminister a. D. für Wirtschaft, Wissenschaft und Forschung

### Mit der Gemeinde verbundene Persönlichkeiten
- William Mason (* 1947), Opernsänger
- Andreas Mitterlehner (1960–2019), Bankmanager
- Peter Revertera-Salandra (1893–1966), Landesführer-Stellvertreter der oberösterreichischen Heimwehr, oberösterreichischer Landesrat, Sicherheitsdirektor für Oberösterreich (1934–1938) und Widerstandskämpfer gegen den Nationalsozialismus